# Municipio de San Francisco El Alto
Municipio de San Francisco El Alto är en kommun i Guatemala.   Den ligger i departementet Departamento de Totonicapán, i den västra delen av landet, 110 km väster om huvudstaden Guatemala City.